# Fratura de Monteggia
A fratura de Monteggia é uma fratura da ulna que afeta a articulação com o rádio. Mais precisamente, é uma fratura do terço proximal da ulna com deslocamento da cabeça do rádio.
Recebe o nome em homenagem a Giovanni Battista Monteggia.

## Tratamento
Na criança geralmente é indicada terapia conservadora, que consiste em redução fechada e imobilização. Em adultos, a fratura geralmente é tratada cirurgicamente, com redução aberta e fixação interna.